# Шевченко, Лариса Андреевна
Лариса Андреевна Шевче́нко (род. 19 июля 1950 года, Львов, Украинская ССР, СССР) — советская и российская оперная певица (сопрано), педагог. Народная артистка СССР (1991). Лауреат Государственной премии СССР (1985).

## Биография
Родилась 19 июля 1950 года во Львове (Украинская ССР).
В 1976 году окончила Ленинградскую консерваторию им. Н. А. Римского-Корсакова (класс Н. А. Серваль)
С 1976 года — солистка Ленинградского театра оперы и балета им. С. М. Кирова (ныне Мариинский театр).
Основу её концертного репертуара составляют произведения: Симфония № 9 Л. ван Бетховена, Симфония № 2 Г. Малера, Симфония № 14 Д. Д. Шостаковича, Реквием Моцарта, Реквием Дж. Верди, Военного Реквиема Б. Бриттена.
Гастролировала в составе труппы театра в Италии, Голландии, Австрии, Испании, США. Регулярно концертировала самостоятельно. Её выступления состоялись в Бермингеме, Эдинбурге, Манчестере, Мельбурне, а также во многих городах Германии.
С 1992 по 1997 год — солистка Боннской оперы (Германия), где исполнила ряд партий. Среди которых особое место занимает партии Лизы («Пиковая дама» П. И. Чайковского) и Енуфы («Енуфа» Л. Яначека) в постановках Ю. П. Любимова.
С 1986 года преподаёт в Ленинградской консерватории. В настоящее время — профессор кафедры сольного пения Института музыки, театра и хореографии Российского государственного педагогического университета им. А. И. Герцена.

### Семья
- Муж (с 1983 года) — Алексей Алексеевич Стеблянко (род. 1950), оперный певец (тенор), педагог. Народный артист РСФСР (1989).

## Звания и награды
- 2-я премия Всероссийского конкурса вокалистов им. М. И. Глинки (1975)[2]
- Гран-при и специальная премия публики на Международном конкурсе вокалистов в Хертогенбосе (Нидерланды, 1978)
- Золотая медаль и приз публики на Международном конкурсе вокалистов (бельканто) в Остенде (Бельгия, 1979)
- Заслуженная артистка РСФСР (1981)
- Народная артистка РСФСР (1983)
- Народная артистка СССР (1991)
- Государственная премия СССР (1985) — за исполнение партии Татьяны в спектакле «Евгений Онегин» П. И. Чайковского на сцене Ленинградского театра оперы и балета им. С. Кирова
- Орден Почёта (2008)[3]
- Высшая театральная премия Санкт-Петербурга «Золотой софит» в номинации «Лучшая оперная роль» за партию принцессы Турандот в одноимённой опере Дж. Пуччини (2003)

## Партии
- «Евгений Онегин» П. И. Чайковского — Татьяна (дебют)
- «Князь Игорь» А. П. Бородина — Ярославна
- «Псковитянка» Н. А. Римского-Корсакова — Ольга
- «Мазепа» П. И. Чайковского — Мария (1978)
- «Пиковая дама» П. И. Чайковского — Лиза
- «Война и мир» С. С. Прокофьева — Наташа Ростова (1977)
- «Катерина Измайлова» Д. Д. Шостаковича — Катерина Измайлова
- «Бал-маскарад» Дж. Верди — Амелия
- «Сила судьбы» Дж. Верди — Леонора
- «Дон Карлос» Дж. Верди — Елизавета
- «Аида» Дж. Верди — Аида
- «Трубадур» Дж. Верди — Леонора
- «Отелло» Дж. Верди — Дездемона
- «Плащ» Дж. Пуччини — Жоржетта
- «Турандот» Дж. Пуччини — Турандот
- «Манон Леско» Дж. Пуччини — Манон Леско
- «Летучий голландец» Р. Вагнера — Сента
- «Лоэнгрин» Р. Вагнера — Ортруда
- «Валькирия» Р. Вагнера — Брунгильда
- «Поворот винта» Б. Бриттена — Миссис Гроуз
- «Сорочинская ярмарка» М. П. Мусоргского — Хивря
- «Хованщина» М. П. Мусоргского — Сусанна
- «Обручение в монастыре» С. С. Прокофьева — Клара
- «Кармен» Ж. Бизе — Микаэла
- «Лоэнгрин» Р. Вагнера — Эльза (1982)
- «Евгений Онегин» П. И. Чайковского — Филипьевна, няня (1982)
- «Война и мир» С. С. Прокофьева — Ахросимова (2000)

## Фильмография

### Роли
- 1984 — Комедианты (по опере Паяцы Р. Леонкавалло) (фильм-спектакль) — Недда
- 1984 — Вместе с Дунаевским (музыкальный фильм)

### Вокал
- 1978 — «Летучая мышь» (музыкальный фильм) — Розалинда (роль Л. В. Максаковой)
- 1985 — Марица (музыкальный фильм) — Марица (роль Н. Э. Андрейченко)